# Bernkastel-Kues
Bernkastel-Kues (pronunciación en alemán: /ˈbɛʁnˌkastl̩ ˈkuːs/ⓘ) es una ciudad alemana del estado Renania-Palatinado. Fundada en torno a 1300 en las cercanías del río Mosela, se encuentra a unos 130 km al sur de Bonn. En el pasado era conocida por el nombre de Kues o Cusa.

## Sitios de relevancia

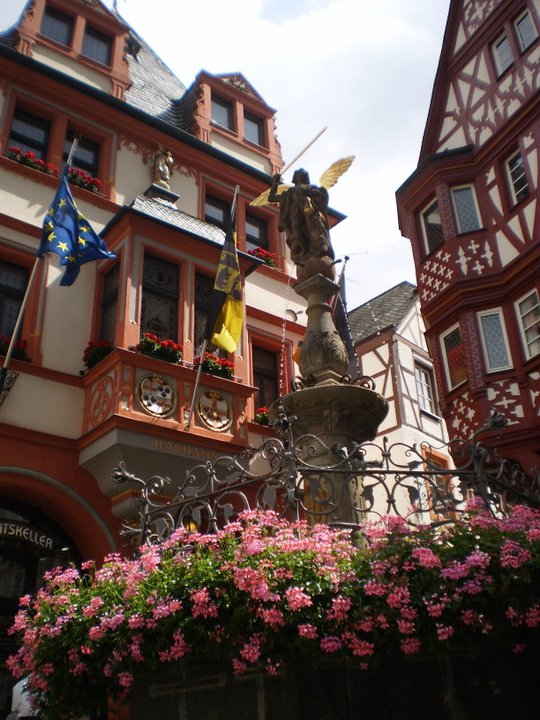
Ayuntamiento de Bernkarstel-Kues.

- Biblioteca de Cusa. Antiguo hogar de Nicolás de Cusa, teólogo y erudito alemán del siglo XV, contiene más de 300 manuscritos, entre ellos el Códice Cusano n.º 220 y la colección más grande de manuscritos de Ramon Llull, un pensador del siglo XIII. También allí fue descubierta una buena parte de la obra en latín del Maestro Eckhart.[2]
- Mercado medieval en el centro histórico.
- La Spitzhäuschen o Casa Afilada, del siglo XV.[3]

## Galería

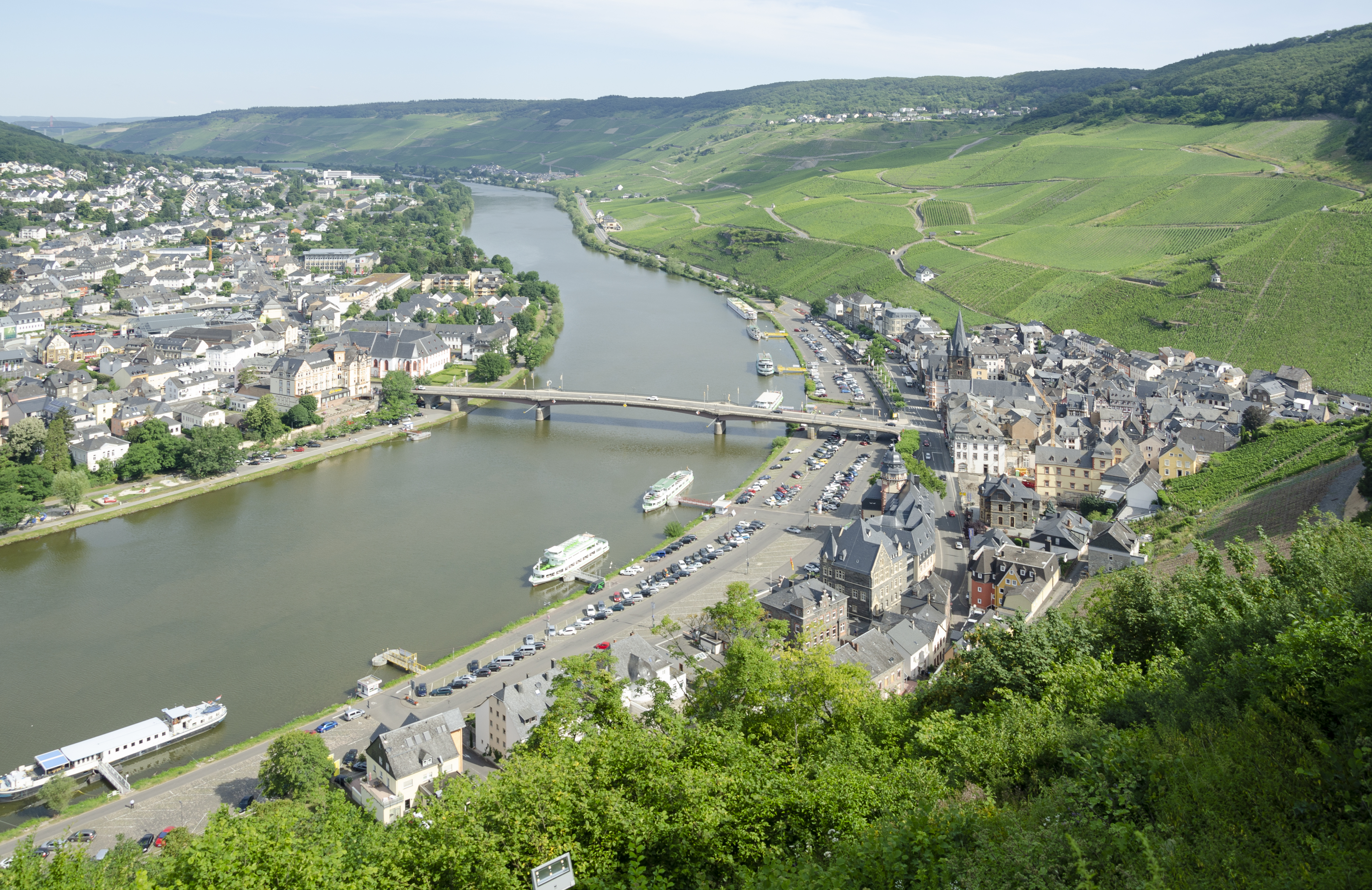
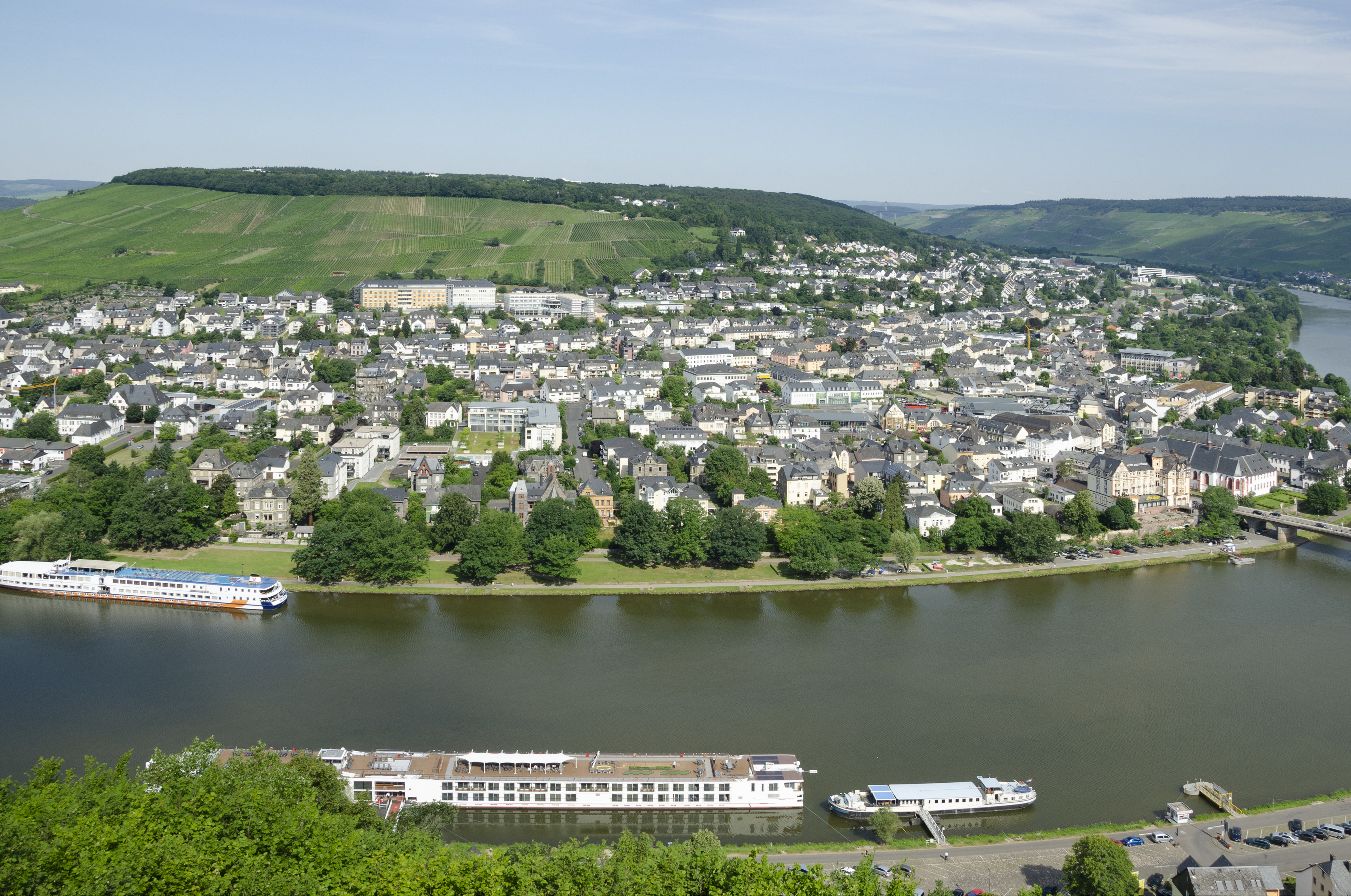
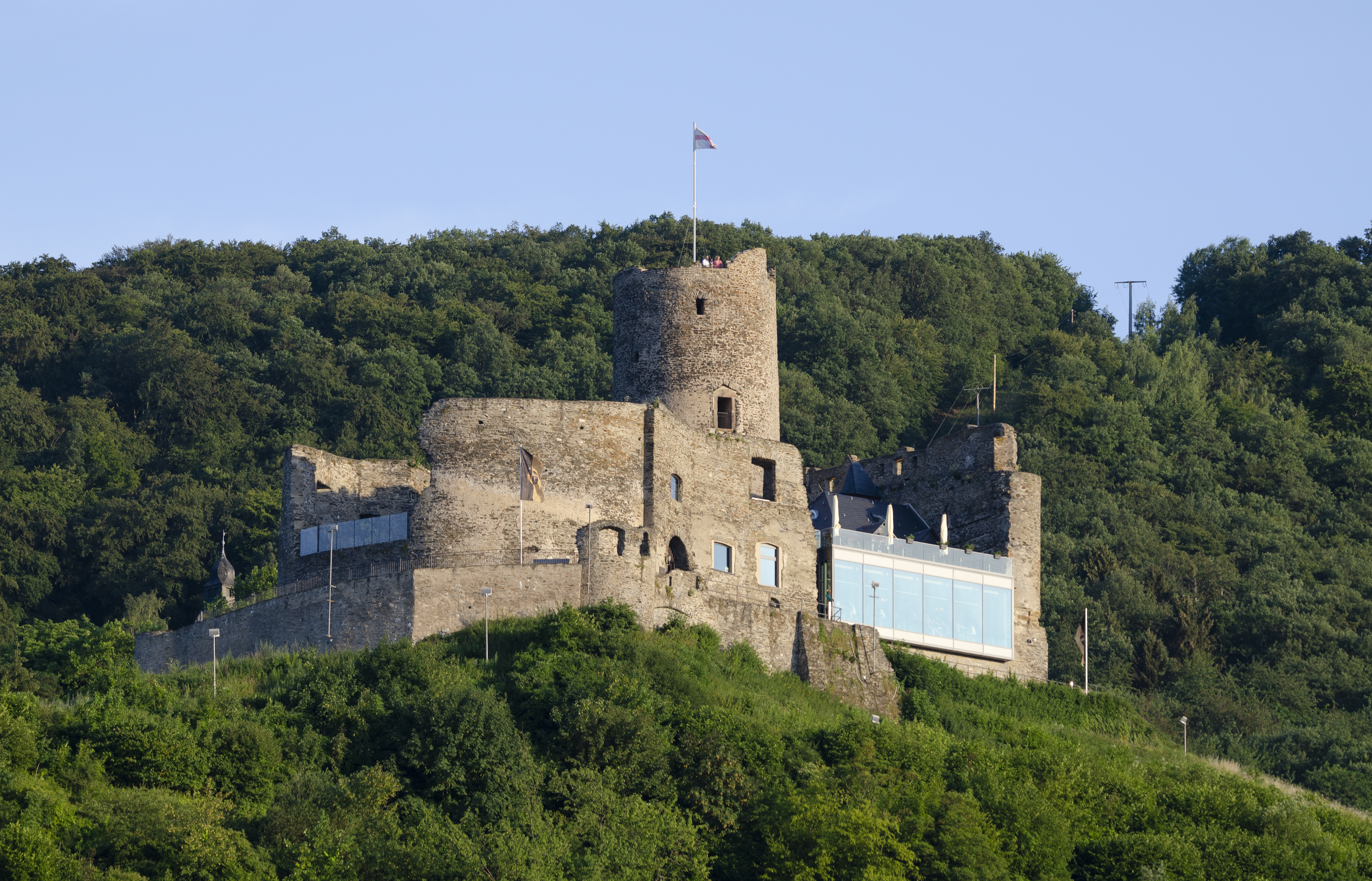
Castillo de Landshut
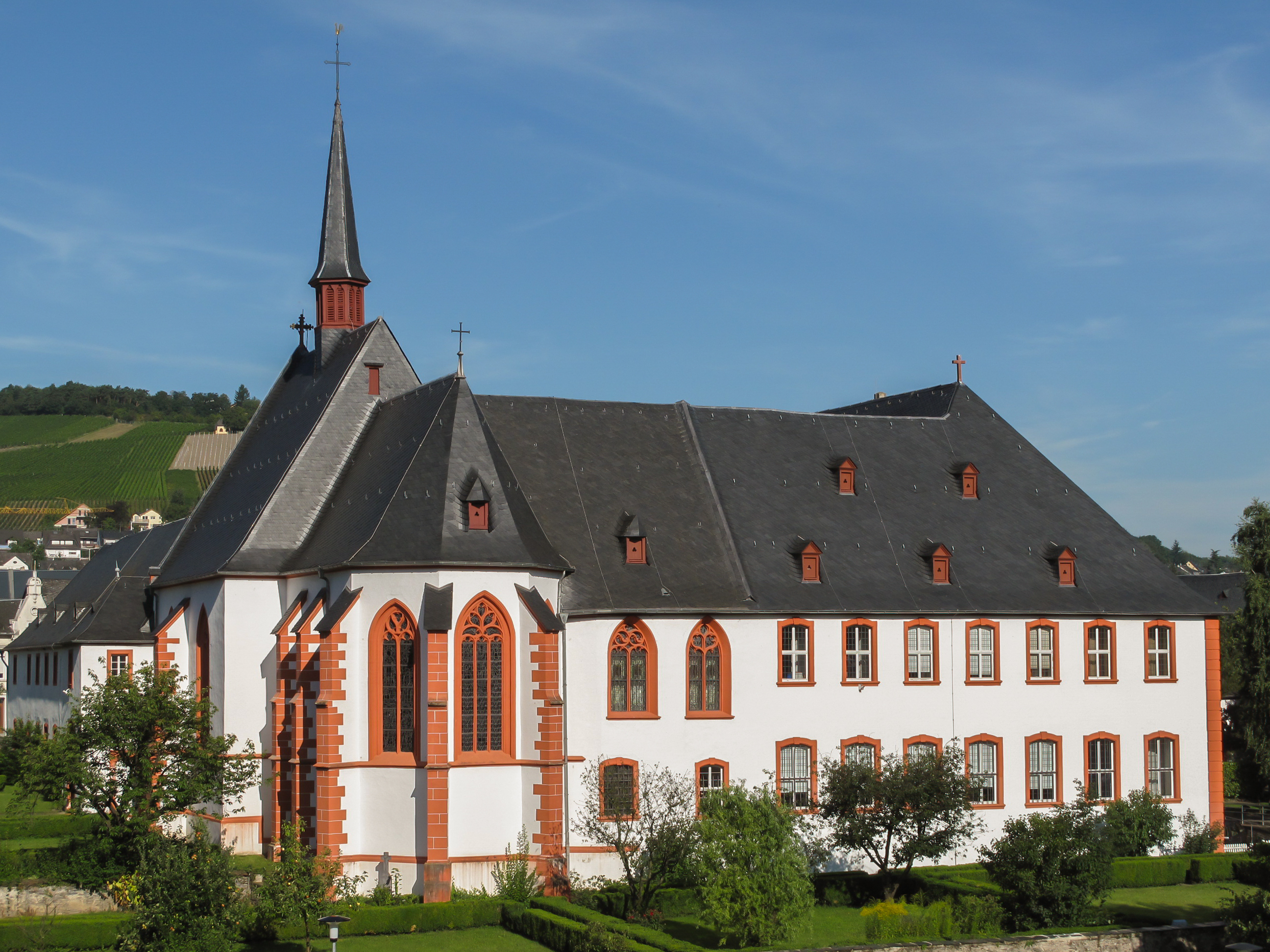
Escuela de latinidad de Bernkastel-Kues

## Ciudades hermanadas
- Karlovy Vary, República Checa
- Wehlen, Alemania
- Milton Keynes, Inglaterra
- Otmuchów, Polonia